# Spiridens vieillardii
Spiridens vieillardii är en bladmossart som beskrevs av W. P. Schimper 1865. Spiridens vieillardii ingår i släktet Spiridens och familjen Spiridentaceae. Inga underarter finns listade i Catalogue of Life.